# Società Sportiva Matelica Calcio 1921 2020-2021
Questa voce raccoglie le informazioni riguardanti la Società Sportiva Matelica Calcio 1921 nelle competizioni ufficiali della stagione 2020-2021.

## Stagione
Il Matelica festeggia il centenario dalla sua fondazione nel miglior modo possibile: cimentandosi per la prima volta nella sua storia con un campionato professionistico dopo il vittorioso torneo di serie D.
Confermati in blocco l'allenatore e la rosa, la scelta risulterà vincente poiché la squadra disputerà un campionato di tutta tranquillità con un onorevolissimo ottavo posto finale che frutterà la qualificazione ai play-off promozione dove i marchigiani, dopo aver eliminato il blasonato Cesena usciranno al terzo turno per mano del Renate senza peraltro perdere una sola partita nella fase post season.
Miglior marcatore stagionale il neo acquisto Volpicelli con 14 reti in campionato e una marcatura nei play-off.

## Divise e sponsor
Le divise per la stagione 2020-2021 provengono tutte dal catalogo teamwear di Macron:
- la prima maglia adotta il modello Miram, che si caratterizza per la palatura bianco-rossa dai contorni frastagliati, in abbinamento a pantaloncini e calzettoni rossi;
- la seconda maglia presenta il template Alhena declinato in bianco (con pinstripes torsali "ton sur ton") e finiture rosse; bianchi sono parimenti calzoncini e calze;
- la terza maglia utilizza il modello Deneb, che si caratterizza per una sottile striscia pettorale a contrasto (nella fattispecie bianca) su un contesto altrimenti monocromatico (verde), che si estende anche a pantaloncini e calzettoni.

Quattro sono gli sponsor di maglia: sul torso appare in evidenza il marchio Fidea, affiancato dai più piccoli Halley e Vimak; sul basso dorso campeggia il logo Master Group.
| Casa | Trasferta | Terza divisa |

## Rosa
| N. |                   | Ruolo | Calciatore                  |
| -- | ----------------- | ----- | --------------------------- |
| 1  | Italia (bandiera) | P     | Matteo Cardinali            |
| 2  | Italia (bandiera) | D     | Matteo Fracassini           |
| 3  | Italia (bandiera) | D     | Alessandro Di Renzo         |
| 4  | Italia (bandiera) | D     | Simone De Santis (capitano) |
| 5  | Italia (bandiera) | C     | Lorenzo Bordo               |
| 6  | Italia (bandiera) | C     | Filippo Barbarossa          |
| 7  | Italia (bandiera) | A     | Emilio Volpicelli           |
| 8  | Italia (bandiera) | C     | Federico Pizzutelli         |
| 9  | Italia (bandiera) | A     | Simone Rossetti             |
| 9  | Italia (bandiera) | D     | Valerio Zigrossi            |
| 10 | Italia (bandiera) | A     | Vito Leonetti               |
| 11 | Italia (bandiera) | C     | Davide Balestrero           |
| 12 | Italia (bandiera) | P     | Riccardo Minerva            |
| 13 | Italia (bandiera) | C     | Samuele Santamarianova      |
| 14 | Italia (bandiera) | D     | Stefano Cason               |
| 14 | Italia (bandiera) | D     | Niccolò Tofanari            |
| 16 | Italia (bandiera) | D     | Edoardo Baraboglia          |

| N. |                    | Ruolo | Calciatore         |
| -- | ------------------ | ----- | ------------------ |
| 17 | Italia (bandiera)  | A     | Federico Moretti   |
| 18 | Italia (bandiera)  | D     | Kevin Magri        |
| 19 | Italia (bandiera)  | C     | Riccardo Calcagni  |
| 20 | Italia (bandiera)  | D     | Diego Tordini      |
| 21 | Italia (bandiera)  | A     | Alessandro Peroni  |
| 22 | Italia (bandiera)  | P     | Alessio Martorel   |
| 23 | Italia (bandiera)  | A     | Filippo Franchi    |
| 24 | Italia (bandiera)  | D     | Gabriele Masini    |
| 24 | Italia (bandiera)  | D     | Davide Seminara    |
| 25 | Italia (bandiera)  | P     | Matteo Monti       |
| 26 | Italia (bandiera)  | C     | Edoardo Ruani      |
| 27 | Italia (bandiera)  | D     | Emanuele Maurizii  |
| 28 | Italia (bandiera)  | P     | Alessandro Puddu   |
| 28 | Italia (bandiera)  | P     | Leonardo Vitali    |
| 29 | Italia (bandiera)  | A     | Thomas Alberti     |
| 30 | Senegal (bandiera) | C     | Maodo Malick Mbaye |

## Calciomercato

### Sessione estiva(dal 01/09 al 05/10)
| Acquisti | Acquisti               | Acquisti             | Acquisti      |
| R.       | Nome                   | da                   | Modalità      |
| -------- | ---------------------- | -------------------- | ------------- |
| P        | Matteo Cardinali       | Roma                 | prestito      |
| P        | Eduardo Coluccia       | Casarano             | svincolato    |
| P        | Alessio Martorel       | Muravera             | svincolato    |
| P        | Matteo Monti           | Tolentino            | prestito      |
| D        | Matteo Bachini         | Sicula Leonzio       | svincolato    |
| D        | Edoardo Baraboglia     | Montegiorgio         | svincolato    |
| D        | Stefano Cason          | Pianese              | svincolato    |
| D        | Lorenzo Celentano      | Teramo               | prestito      |
| D        | Alessandro Di Renzo    | Ternana              | svincolato    |
| D        | Matteo Fracassini      | Arezzo               | definitivo    |
| D        | Kevin Magri            | Avezzano             | svincolato    |
| D        | Emanuele Maurizii      | Ascoli               | prestito      |
| D        | Davide Seminara        | Pianese              | svincolato    |
| C        | Davide Balestrero      | Arzignano Valchiampo | svincolato    |
| C        | Roccardo Calcagni      | Arzignano Valchiampo | svincolato    |
| C        | Federico Pizzutelli    | Vastese              | svincolato    |
| C        | Edoardo Ruani          | Tolentino            | prestito      |
| C        | Samuele Santamarianova | Sassoferrato         | fine prestito |
| A        | Filippo Franchi        | Chieti               | svincolato    |
| A        | Simone Rossetti        | Modena               | svincolato    |
| A        | Emilio Volpicelli      | Salernitana          | prestito      |

| Cessioni | Cessioni            | Cessioni             | Cessioni      |
| R.       | Nome                | a                    | Modalità      |
| -------- | ------------------- | -------------------- | ------------- |
| P        | Giuseppe Amoroso    | Fossacesia           | fine prestito |
| P        | Kajus Urbietis      | Latte Dolce          | svincolato    |
| D        | Matteo Bachini      |                      | svincolato    |
| D        | Giordano Colacicchi | Albalonga            | svincolato    |
| D        | Louis Démoléon      | Giulianova           | svincolato    |
| D        | Emanuele De Luca    |                      | svincolato    |
| D        | Niccolò Pupeschi    | Rimini               | svincolato    |
| D        | Vincenzo Visconti   | Muravera             | svincolato    |
| C        | Marco Croce         | Chieti               | svincolato    |
| C        | Marco Fermo         | Ascoli               | fine prestito |
| C        | Andrea Massetti     | Rimini               | svincolato    |
| A        | Gianluca Bugaro     | Pineto               | svincolato    |
| A        | Giordano Fioretti   | Rieti                | svincolato    |
| A        | Niccolò Valenti     | Arzignano Valchiampo | svincolato    |

### Sessione invernale(dal 04/01 al 01/02)
| Acquisti | Acquisti           | Acquisti | Acquisti   |
| R.       | Nome               | da       | Modalità   |
| -------- | ------------------ | -------- | ---------- |
| P        | Leonardo Vitali    | Foggia   | definitivo |
| D        | Niccolò Tofanari   | Ascoli   | definitivo |
| D        | Valerio Zigrossi   | Fano     | definitivo |
| C        | Maodo Malick Mbaye | Novara   | definitivo |
| A        | Thomas Alberti     | Pisa     | prestito   |

| Cessioni | Cessioni         | Cessioni      | Cessioni   |
| R.       | Nome             | a             | Modalità   |
| -------- | ---------------- | ------------- | ---------- |
| P        | Alessandro Puddu | R.C. Angolana | definitivo |
| D        | Stefano Cason    | Fano          | definitivo |
| D        | Gabriele Masini  | Prato         | svincolato |
| A        | Simone Rossetti  | Novara        | svincolato |

## Risultati

### Serie C

#### Girone di andata
| Arbitro: | Moriconi (Roma 2) |

|  |           |               |
|  | Marcatori | 12’ De Santis |

| Arbitro: | Grasso (Ariano Irpino) |

|                               |           |              |
| Bordo 37’ Balestrero 50’, 67’ | Marcatori | 26’ Miracoli |

| Arbitro: | Rinaldi (Bassano del Grappa) |

|                |           |                   |
| Balestrero 33’ | Marcatori | 6’ (aut.) Moretti |

| Arbitro: | Emmanuele (Pisa) |

|                              |           |             |
| Lazzari 66’ (rig.) Pezzi 79’ | Marcatori | 37’ Moretti |

| Arbitro: | Kumara (Verona) |

|                               |           |             |
| Balestrero 11’ Volpicelli 42’ | Marcatori | 5’ Scappini |

| Arbitro: | Scarpa (Collegno) |

|                                                                 |           |                             |
| Ganz 13’, 52’ (rig.), 57’ (rig.) Di Molfetta 62’ Cheddira 90+5’ | Marcatori | 48’ Volpicelli 75’ Calcagni |

| Arbitro: | Collu (Cagliari) |

|                          |           |                                  |
| Volpicelli 14’ Cason 24’ | Marcatori | 48’ Bortoletti 58’ (rig.) Cutolo |

| Arbitro: | Cavaliere (Paola) |

|           |           |  |
| Danti 31’ | Marcatori |  |

| Arbitro: | Zucchetti (Foligno) |

|                                       |           |                 |
| Bordo 16’ De Santis 42’ Moretti 90+3’ | Marcatori | 55’, 82’ Mokulu |

| Arbitro: | Madonia (Palermo) |

|              |           |                          |
| Morselli 40’ | Marcatori | 50’ Bordo 68’ Pizzutelli |

| Arbitro: | Arace (Lugo) |

|                                    |           |  |
| Nicastro 9’ Bifulco 20’ Buglio 85’ | Marcatori |  |

| Arbitro: | Nicolini (Brescia) |

|                          |           |                              |
| Leonetti 27’, 88’ (rig.) | Marcatori | 89’, 90+2’ (rig.) Bortolussi |

| Arbitro: | Cherchi (Carbonia) |

|             |           |              |
| Boateng 13’ | Marcatori | 14’ Calcagni |

| Arbitro: | Sfira (Pordenone) |

|                |           |                                    |
| Volpicelli 36’ | Marcatori | 26’ Gómez 43’ Ferrini 55’ Oukhadda |

| Arbitro: | Villa (Rimini) |

|                         |           |                                                |
| Angiulli 6’ López 90+1’ | Marcatori | 65’ Balestrero 81’ (aut.) D'Angelo 89’ Moretti |

| Arbitro: | Ancora (Roma 1) |

|                |           |  |
| Volpicelli 69’ | Marcatori |  |

| Arbitro: | Taricone (Perugia) |

|            |           |                             |
| Barbuti 6’ | Marcatori | 45+1’ Moretti 54’ De Santis |

| Arbitro: | Carrione (Castellammare di Stabia) |

|                |           |                                 |
| Volpicelli 22’ | Marcatori | 11’ Murano 31’ Minesso 87’ Vano |

| Arbitro: | Ferrieri Caputi (Livorno) |

|                              |           |  |
| Torrasi 49’ Piovanello 90+6’ | Marcatori |  |

#### Girone di ritorno
| Arbitro: | Frascaro (Firenze) |

|                                    |           |                               |
| Leonetti 26’ Magri 34’ Moretti 66’ | Marcatori | 47’ Gomez 87’ (rig.) Granoche |

| Arbitro: | Arena (Torre del Greco) |

|                              |           |              |
| Morosini 29’ Scarsella 90+2’ | Marcatori | 56’ Leonetti |

| Arbitro: | Scarpa (Collegno) |

|                                            |           |                     |
| Voltan 8’ Beccaro 60’ Marchi 65’ Karić 75’ | Marcatori | 73’, 90+3’ Leonetti |

| Arbitro: | Villa (Rimini) |

|                |           |           |
| Volpicelli 30’ | Marcatori | 81’ Gucci |

| Arbitro: | Pascarella (Nocera Inferiore) |

|                                               |           |                |
| Pergreffi 3’ Muroni 17’, 68’ Luppi 48’ (rig.) | Marcatori | 28’ Volpicelli |

| Macerata 18 febbraio 2021, ore 15:00 CET 25ª giornata | Matelica         | 0 – 0 referto | Mantova | Stadio Helvia Recina (0 spett.)\| Arbitro: \| Collu (Cagliari) \| |
| Arbitro:                                              | Collu (Cagliari) |               |         |                                                                   |

| Arbitro: | Pashuku (Albano Laziale) |

|                            |           |  |
| Altobelli 13’ Iacoponi 47’ | Marcatori |  |

| Arbitro: | Madonia (Palermo) |

|              |           |  |
| Leonetti 26’ | Marcatori |  |

| Arbitro: | Angelucci (Foligno) |

|  |           |             |
|  | Marcatori | 11’ Alberti |

| Arbitro: | Baratta (Rossano) |

|                                                             |           |                      |
| Leonetti 12’, 83’ Balestrero 39’ Moretti 46’ Volpicelli 85’ | Marcatori | 57’ (rig.) Grandolfo |

| Arbitro: | Moriconi (Roma 2) |

|                                           |           |            |
| Moretti 18’, 61’, 66’ Leonetti 21’ (rig.) | Marcatori | 49’ Biasci |

| Arbitro: | Centi (Viterbo) |

|                            |           |                            |
| Bortolussi 8’ Caturano 23’ | Marcatori | 41’ Volpicelli 75’ Franchi |

| Arbitro: | Calzavara (Varese) |

|                                                           |           |         |
| Leonetti 4’, 45+1’ Moretti 10’ Volpicelli 35’ (rig.), 66’ | Marcatori | 8’ Cais |

| Arbitro: | Andreano (Prato) |

|                               |           |  |
| Pellegrini 34’, 42’ Gómez 65’ | Marcatori |  |

| Arbitro: | Costanza (Agrigento) |

|                      |           |  |
| De Santis 63’ (rig.) | Marcatori |  |

| Arbitro: | Di Marco (Ciampino) |

|                                                |           |                  |
| Ferretti 12’, 21’ Ghion 61’ (rig.) Sabotić 70’ | Marcatori | 45+1’ Volpicelli |

| Macerata 18 aprile 2021, ore 15:00 CEST 36ª giornata | Matelica         | 0 – 0 referto | Fano | Stadio Helvia Recina (0 spett.)\| Arbitro: \| Galipò (Firenze) \| |
| Arbitro:                                             | Galipò (Firenze) |               |      |                                                                   |

| Arbitro: | Longo (Paola) |

|                         |           |  |
| Minesso 27’, 49’ (rig.) | Marcatori |  |

| Arbitro: | Tremolada (Monza) |

|                                 |           |  |
| Alberti 38’, 56’ Volpicelli 62’ | Marcatori |  |

#### Play-off
| Arbitro: | De Tommaso (Rimini) |

|                                        |           |              |
| Calcagni 49’ Moretti 89’ Alberti 90+4’ | Marcatori | 70’ D'Angelo |

| Arbitro: | Rutella (Enna) |

|                                |           |                                         |
| Di Gennaro 69’ Ardizzone 90+6’ | Marcatori | 37’ Magri 50’ Calcagni 90+8’ Balestrero |

| Arbitro: | Moriconi (Roma 2) |

|           |           |           |
| Mbaye 80’ | Marcatori | 86’ Silva |

| Arbitro: | Bitonti (Bologna) |

|             |           |                |
| Kabashi 35’ | Marcatori | 58’ Volpicelli |

## Statistiche

### Statistiche di squadra
| Competizione | Punti | In casa | In casa | In casa | In casa | In casa | In casa | In trasferta | In trasferta | In trasferta | In trasferta | In trasferta | In trasferta | Totale | Totale | Totale | Totale | Totale | Totale | DR |
| Competizione | Punti | G       | V       | N       | P       | Gf      | Gs      | G            | V            | N            | P            | Gf           | Gs           | G      | V      | N      | P      | Gf     | Gs     | DR |
| ------------ | ----- | ------- | ------- | ------- | ------- | ------- | ------- | ------------ | ------------ | ------------ | ------------ | ------------ | ------------ | ------ | ------ | ------ | ------ | ------ | ------ | -- |
| Serie C      | 56    | 19      | 11      | 6       | 2       | 39      | 21      | 19           | 5            | 2            | 12           | 20           | 41           | 38     | 16     | 8      | 14     | 59     | 62     | -3 |

### Andamento in campionato
| Giornata  | 1 | 2 | 3 | 4 | 5 | 6  | 7  | 8  | 9 | 10 | 11 | 12 | 13 | 14 | 15 | 16 | 17 | 18 | 19 | 20 | 21 | 22 | 23 | 24 | 25 | 26 | 27 | 28 | 29 | 30 | 31 | 32 | 33 | 34 | 35 | 36 | 37 | 38 |
| --------- | - | - | - | - | - | -- | -- | -- | - | -- | -- | -- | -- | -- | -- | -- | -- | -- | -- | -- | -- | -- | -- | -- | -- | -- | -- | -- | -- | -- | -- | -- | -- | -- | -- | -- | -- | -- |
| Luogo     | T | C | C | T | C | T  | C  | T  | C | T  | T  | C  | T  | C  | T  | C  | T  | C  | T  | C  | T  | T  | C  | T  | C  | T  | C  | T  | C  | C  | T  | C  | T  | C  | T  | C  | T  | C  |
| Risultato | V | V | N | P | V | P  | N  | P  | V | V  | P  | N  | N  | P  | V  | V  | V  | P  | P  | V  | P  | P  | N  | P  | N  | P  | V  | V  | V  | V  | N  | V  | P  | V  | P  | N  | P  | V  |
| Posizione | 7 | 4 | 2 | 5 | 3 | 10 | 11 | 11 | 7 | 6  | 7  | 10 | 12 | 12 | 9  | 9  | 10 | 10 | 11 | 8  | 11 | 11 | 11 | 11 | 11 | 11 | 11 | 9  | 8  | 7  | 6  | 7  | 7  | 7  | 8  | 8  | 8  | 8  |

Legenda:

Luogo: C = Casa; T = Trasferta. Risultato: V = Vittoria; N = Pareggio; P = Sconfitta.